# Ulvik

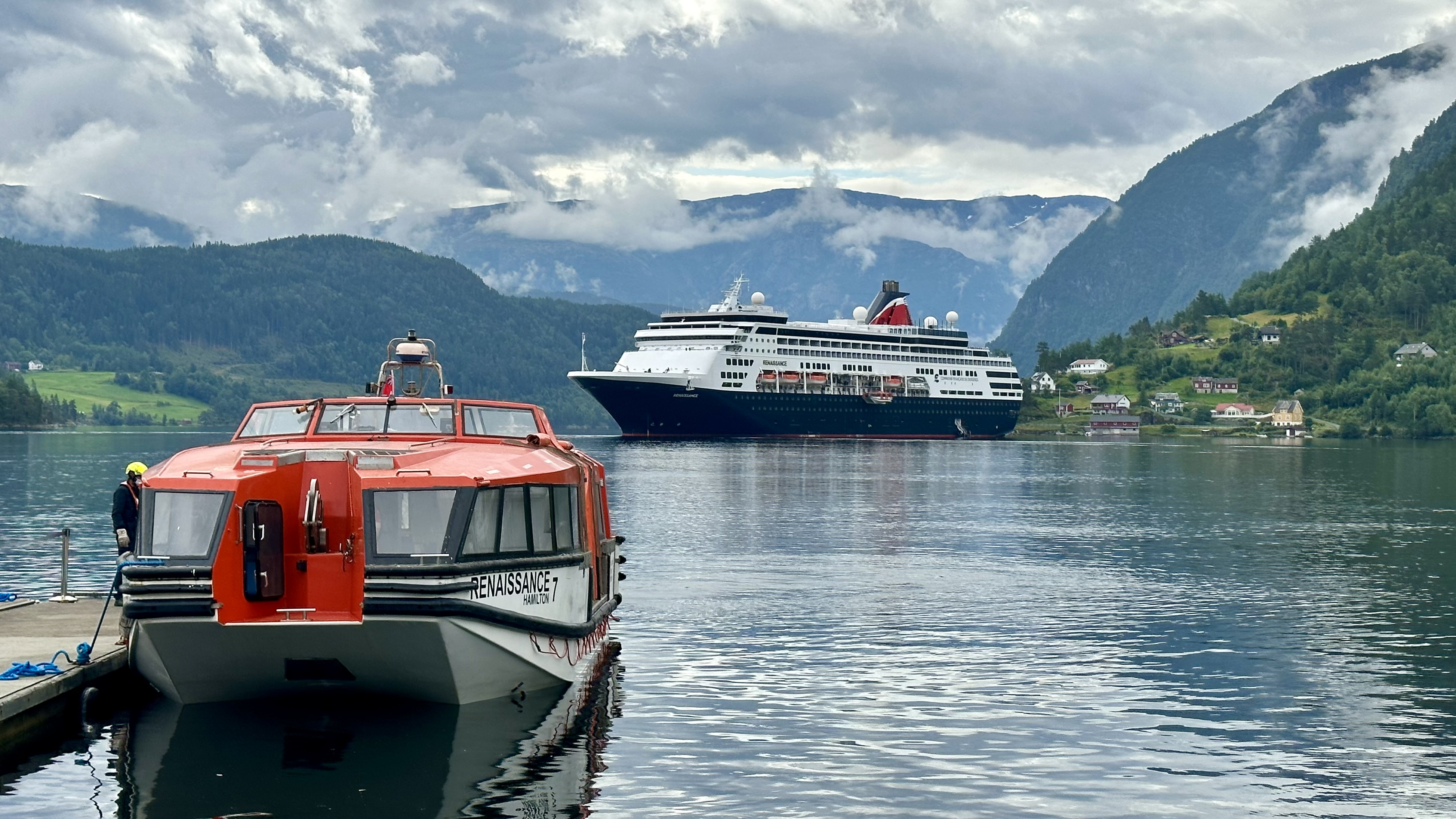
Débarquement par chaloupe d’un paquebot de croisière au mouillage.

Ulvik est une kommune de Norvège située dans le comté de Vestland.
Sur son territoire se trouve le tunnel de Vallavik le long des routes nationales 7 et 13.

## Personnalités liées à la commune
- Marcus Schnabel, pasteur et linguiste (1744-1780), y est né.
- Elle est le lieu de naissance et de vie du célèbre poète norvégien Olav H. Hauge.